# Taylor Seaton
Taylor Seaton (* 16. Juli 1990 in Boulder) ist ein US-amerikanischer Freestyle-Skier. Er startet in der Disziplin Halfpipe.

## Werdegang
Seaton debütierte im Januar 2008 in Les Contamines im Freestyle-Skiing-Weltcup und belegte dabei den 17. Platz. In der Saison 2008/09 errang er den zweiten Platz bei den Aspen/Snowmass Open und den dritten Platz bei den European Freeski Open in Laax. Bei den Freestyle-Skiing-Weltmeisterschaften 2009 in Inawashiro wurde er Fünfter. Im August 2009 siegte er bei dem Winter Games New Zealand in Cardrona und belegte bei den New Zealand Freeski Open den zweiten Rang. Nach Platz eins bei den New Zealand Freeski Open zu Beginn der Saison 2010/11, kam er bei den Winter-X-Games 2011 in Aspen auf den zehnten Platz und bei den Winter-X-Games-Europe 2011 in Tignes auf den 14. Rang. Anfang September 2011 gewann er erneut bei den New Zealand Freeski Open in Cardrona. Bei den Winter-X-Games 2012 errang er den 11. Platz. Im März 2013 gelang ihn bei den Winter-X-Games-Europe 2013 in Tignes der 13. Platz. Zu Beginn der Saison 2013/14 holte er in Cardrona mit dem dritten Platz seine erste Podestplatzierung im Weltcup. In der Saison 2014/15 siegte er bei den New Zealand Freeski Open und belegte bei den Winter-X-Games 2015 den 11. Platz. Nachdem er zu Beginn der Saison 2015/16 wie im Vorjahr bei den New Zealand Freeski Open gewonnen hatte, kam er bei den Winter-X-Games 2016 in Aspen auf den 12. Platz und bei den X-Games Oslo 2016 auf den neunten Rang. Zu Beginn der Saison 2016/17 siegte er bei The Cardrona Games. Im weiteren Saisonverlauf wurde bei der US Revolution Tour und Weltcup in Mammoth Dritter und beim Weltcup in Tignes Zweiter und erreichte damit den fünften Platz im Halfpipe-Weltcup. Bei den Winter-X-Games 2018 wurde er Fünfter, bei den Winter-X-Games 2019 Neunter und bei den Weltmeisterschaften 2019 in Park City Zehnter. In der Saison 2019/20 kam er mit fünf Top-Zehn-Platzierungen auf den 18. Platz im Gesamtweltcup und auf den sechsten Rang im Halfpipe-Weltcup.

## Erfolge

### Weltmeisterschaften
- Inawashiro 2009: 5. Halfpipe
- Park City 2019: 10. Halfpipe

### Weltcupwertungen
| Saison  | Gesamt | Gesamt | Halfpipe | Halfpipe |
| Saison  | Platz  | Punkte | Platz    | Punkte   |
| ------- | ------ | ------ | -------- | -------- |
| 2007/08 | 128.   | 4      | 20.      | 22       |
| 2008/09 | 97.    | 8      | 14.      | 40       |
| 2009/10 | -      | -      | -        | -        |
| 2010/11 | -      | -      | -        | -        |
| 2011/12 | 156.   | 4      | 25.      | 18       |
| 2012/13 | 90.    | 14     | 22.      | 68       |
| 2013/14 | 71.    | 17     | 14.      | 86       |
| 2014/15 | 95.    | 10     | 14.      | 49       |
| 2015/16 | 135.   | 8      | 24.      | 40       |
| 2016/17 | 25.    | 36,4   | 5.       | 182      |
| 2017/18 | 85.    | 16,5   | 15.      | 99       |
| 2018/19 | 123.   | 9      | 18.      | 45       |
| 2019/20 | 18.    | 40,4   | 6.       | 166      |

### Winter-X-Games
- Winter-X-Games 2011: 10. Halfpipe
- Winter-X-Games-Europe 2011: 14. Halfpipe
- Winter-X-Games 2012: 11. Halfpipe
- Winter-X-Games-Europe 2013: 13. Halfpipe
- Winter-X-Games 2015: 11. Halfpipe
- Winter-X-Games 2016: 12. Halfpipe
- X-Games Oslo 2016: 9. Halfpipe
- Winter-X-Games 2018: 5. Halfpipe
- Winter-X-Games 2019: 9. Halfpipe